# Corinth (Missisipi)
Corinth – miasto w Stanach Zjednoczonych, w stanie Missisipi. Ma około 14 tys. mieszkańców.
Założone w 1853 jako Cross City, nazwane tak bo w mieście przecinały się dwie nowo zbudowane linie kolejowe: Mobile & Ohio i Memphis & Charleston. Niedługo potem zmieniono nazwę na obecną, pochodzącą od miasta Korynt w Grecji.
W czasie wojny secesyjnej miasto było strategicznie ważne jako węzeł kolejowy. W okolicy miasta miało miejsce kilka starć i dwie większe bitwy.